# Twig work

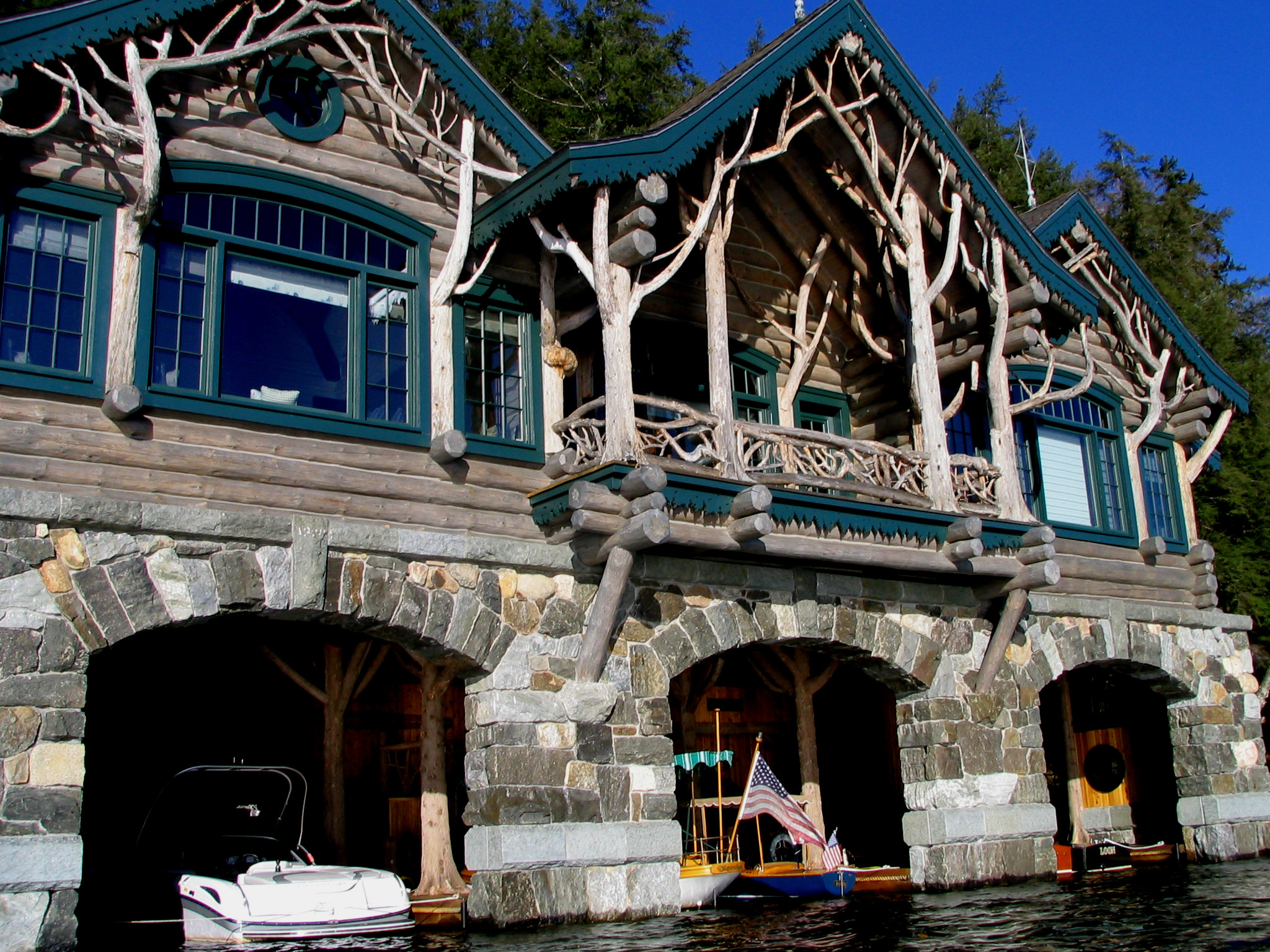
Twig work au camp Topridge.

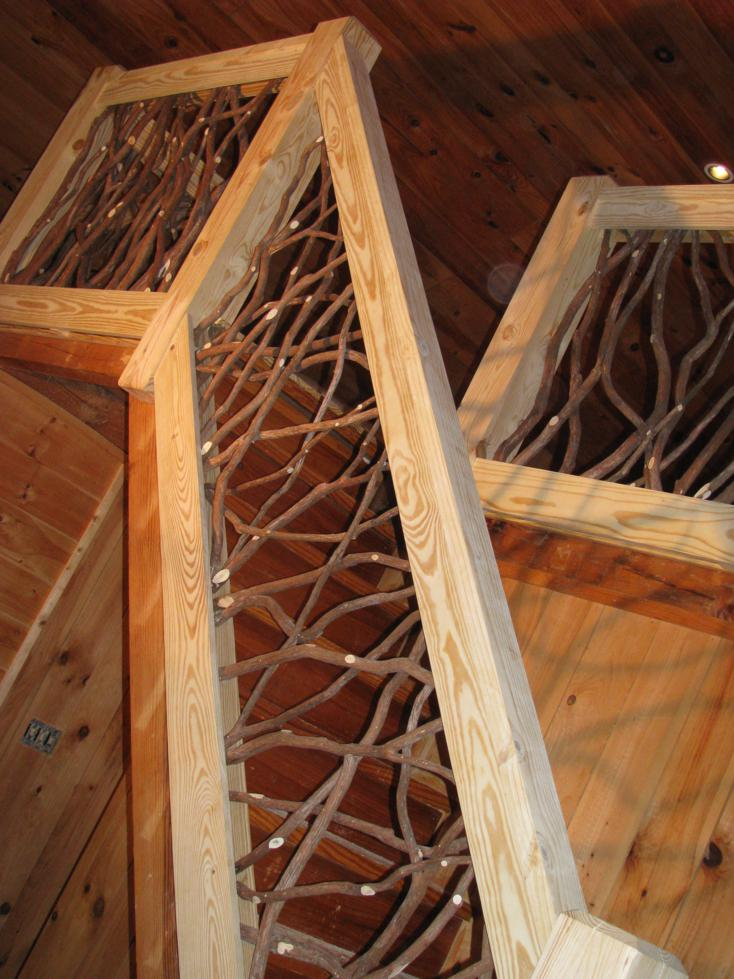
Twig work sur une rampe d'escalier.

Twig work (littéralement « travail en petites branches ») est le terme appliqué aux détails architecturaux et ornementaux construits à partir de brindilles et de branches, inclus dans les bâtiments et dans le mobilier. La charpenterie ou le travail du bois utilisant du bois qui n’a pas été transformé en bois d’œuvre et qui a conservé sa forme naturelle forme la base du style National Park Service rustic.

## Construction
Les assemblages de menuiserie de brindilles et de branches sont semblables à la menuiserie de bois d’œuvre. Les articulations à tenon et mortaise sont solides, mais exigent également beaucoup de temps et de travail. Les brindilles et les branches peuvent également être attachées avec des clous. Lorsqu'une branche en rencontre une autre, les extrémités doivent être adaptées ou coupées pour correspondre à la courbe.